# Encircled Energy
Die englische Bezeichnung Encircled Energy (EE), zu deutsch etwa Energie auf einer Kreisfläche, ist eine Bezeichnung aus der Astrofotografie. 

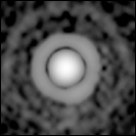
Beugungsbegrenzte Abbildung eines Sterns.

Hochauflösende Fernrohre falten die Abbildung punktförmiger Lichtquellen mit der gerätespezifischen Punktspreizfunktion (PSF). Einerseits soll die gesamte Lichtenergie eines Beugungsscheibchens erfasst werden, andererseits muss die Detektorfläche klein genug sein, um überlappende Beugungsscheibchen zweier Sterne trennen zu können. EE gibt an, welcher Anteil der gesamten empfangenen Energie zur Detektion zur Verfügung steht.
Die Bezeichnung Ensquared Energy bezieht sich statt auf eine kreisförmige auf eine quadratische Fläche, wie sie beispielsweise durch CCD-Pixel vorgegeben wird.